# Chionaema phycomata
Chionaema phycomata är en fjärilsart som beskrevs av Alfred Ernest Wileman och Reginald James West 1928.
Chionaema phycomata ingår i släktet Chionaema och familjen björnspinnare. Inga underarter finns listade i Catalogue of Life.